# Uckerfelde
Uckerfelde es un municipio situado en el distrito de Uckermark, en el estado federado de Brandeburgo (Alemania), a una altura de 80 metros. Su población a finales de 2016 era de 900 habs. y su densidad poblacional, 21 hab/km².